# Ceraspis lineata
Ceraspis lineata är en skalbaggsart som beskrevs av Waterhouse 1879. Ceraspis lineata ingår i släktet Ceraspis och familjen Melolonthidae. Inga underarter finns listade i Catalogue of Life.